# Engie Benjy
Engie Benjy is een van oorsprong Britse animatieserie voor drie- tot zesjarigen die wordt uitgezonden door de Vlaamse VRT en in Nederland door de KRO. De Nederlandse bewerking is in opdracht van de KRO gedaan door Wim Pel Producties. Hierin neemt acteur Pepijn Koolen de stem van Engie Benjy voor zijn rekening. De serie is geproduceerd door Bridget Appleby voor het bedrijf Cosgrove Hall Films en werd voor het eerst vertoond op de zender Granada Kids, later werd de serie ook uitgezonden door het Britse Nick jr. Inmiddels is de serie in ruim 80 landen te zien (geweest).

## Inhoud
Het verhaal gaat steeds over Engie Benjy, een vrolijke monteur met opvallend blauw haar, die alles wat rijdt en vliegt in zijn omgeving repareert. Zijn team bestaat verder uit Joppie (Jellop), een hond en Daan (Dan the Van), een auto met een telescooparm en een bibliotheek aan handleidingen voor de verschillende situaties. Het standaard zinnetje van Engie Benjy is "Wat gaan we doen Daan?"
Andere karakters zijn:
- Piet Piloot en Vliegtuig, beide in het paars en wonend op twee tegenoverliggende rotsen met liften daarin.
- Betty Bus en Bus, die iedereen in het dorp lijkt rond te brengen, beide in het groen
- Boer Bart en Tractor, beiden in het blauw. Boer Bart verbouwt ballonnen, ijsjes, gebakjes en maakt de overheerlijke Sinaasappelprik
- Kattoo Koerier en Motor, beiden in het roze die boodschappen overbrengt en vaak schrijft in plaats van spreekt.
- Visser Flip en Boot. Van Visser Flip wordt gezegd dat hij bang is om de zee op te gaan, is verder dol op vissticks met vissaus.
- Ad Astronaut en Ruimteschip, beide in het wit, groen en geel, beetje wispelturig karakter.

De wereld om Engie Benjy en zijn vrienden heen is vooral kleurrijk en er wordt veel gebruikgemaakt van symbolen die kinderen begrijpen. Een voorbeeld daarvan is het gewas van Boer Bart, dat geen koren of graan is, maar gebak en club-sandwiches. Verder lijken alle voertuigen een eigen karakter te hebben en een eigen wil, spreken kunnen zij echter niet.

## Personages

### Nederlandse stemmen
| Personage      | Stem acteur/actrice   |
| -------------- | --------------------- |
| Engie Benjy    | Pepijn Koolen         |
| Betty Bus      | Kiki Koster           |
| Piet Piloot    | Jan Elbertse          |
| Boer Bart      | Jan Anne Drenth       |
| Kattoo Koerier | Birgit Schuurman      |
| Visser Flip    | Kees van Lier         |
| Ad Astronaut   | Reinder van der Naalt |

## Afleveringen

### Seizoen 1 (2002)
| Aflevering (seizoen) | Aflevering (serie) | Nederlandse titel                | Originele titel         | Uitzenddatum      |
| -------------------- | ------------------ | -------------------------------- | ----------------------- | ----------------- |
| 1                    | 1                  | Joppie brengt redding            | Jollop to the Rescue    | 4 september 2002  |
| 2                    | 2                  | Slaapwandelen                    | Sleepwalking            | 11 september 2002 |
| 3                    | 3                  | Paniek aan zee                   | Panic at Sea            | 18 september 2002 |
| 4                    | 4                  | Liftvrije dag                    | Lift Off Day            | 25 september 2002 |
| 5                    | 5                  | Ruimteschip schilderen           | Painting Spaceship      | 2 oktober 2002    |
| 6                    | 6                  | Vliegtuig, kom thuis             | Plane Come Home         | 9 oktober 2002    |
| 7                    | 7                  | De vlek                          | The Spot                | 16 oktober 2002   |
| 8                    | 8                  | Vuile ramen                      | Dirty Windows           | 23 oktober 2002   |
| 9                    | 9                  | Joppie wisselt                   | Jollop Mixtures         | 30 oktober 2002   |
| 10                   | 10                 | Boodschap voor motor             | A Message for Bike      | 6 november 2002   |
| 11                   | 11                 | Baan wissel                      | Job Swap                | 13 november 2002  |
| 12                   | 12                 | Joppie alleen                    | Jollop Alone            | 20 november 2002  |
| 13                   | 13                 | Nieuwe schoenen voor Ruimteschip | New Shoes for Spaceship | 27 november 2002  |

### Seizoen 2 (2003)
| Aflevering (seizoen) | Aflevering (serie) | Nederlandse titel                | Originele titel                    | Uitzenddatum      |
| -------------------- | ------------------ | -------------------------------- | ---------------------------------- | ----------------- |
| 1                    | 14                 | Bussen hebben ook vakantie nodig | Buses Need Holidays Too            | 9 september 2003  |
| 2                    | 15                 | Nachtlicht                       | Night Light                        | 11 september 2003 |
| 3                    | 16                 | Slecht hand dag                  | Bad Hand Day                       | 16 september 2003 |
| 4                    | 17                 | Controle dag                     | Check Up Day                       | 18 september 2003 |
| 5                    | 18                 | Piet's nieuwe vliegtuig          | Pete's New Plane                   | 23 september 2003 |
| 6                    | 19                 | Bloeiende ballonnen              | Blooming Balloons                  | 25 september 2003 |
| 7                    | 20                 | Rare bus dag                     | Silly Bus Mood                     | 30 september 2003 |
| 8                    | 21                 |                                  | Gobstoppers                        | 2 oktober 2003    |
| 9                    | 22                 |                                  | Who's Been Landing on My Mountain? | 7 oktober 2003    |
| 10                   | 23                 | Boot maakt een uitstapje         | Boat Takes a Trip                  | 9 oktober 2003    |
| 11                   | 24                 | Astronaut Joppie                 | Astronaut Jollop                   | 14 oktober 2003   |
| 12                   | 25                 | IJsvissen                        | Ice Fishing                        | 16 oktober 2003   |
| 13                   | 26                 | Sneeuwgekte                      | Snow Fun                           | 21 oktober 2003   |

### Seizoen 3 (2004)
| Aflevering (seizoen) | Aflevering (serie) | Nederlandse titel | Originele titel      | Uitzenddatum  |
| -------------------- | ------------------ | ----------------- | -------------------- | ------------- |
| 1                    | 27                 |                   | The Big Sleep        | 22 maart 2004 |
| 2                    | 28                 |                   | Flying High          | 29 maart 2004 |
| 3                    | 29                 |                   | A Horn for Spaceship | 5 april 2004  |
| 4                    | 30                 |                   | Traffic Trouble      | 8 april 2004  |
| 5                    | 31                 |                   | Sky Ball             | 14 april 2004 |
| 6                    | 32                 |                   | Bus for a Day        | 19 april 2004 |
| 7                    | 33                 |                   | Spaceship Blues      | 21 april 2004 |
| 8                    | 34                 |                   | Harvest Helpers      | 26 april 2004 |
| 9                    | 35                 |                   | Boat's Fishy Friend  | 28 april 2004 |
| 10                   | 36                 |                   | The Donut Downpour   | 5 mei 2004    |
| 11                   | 37                 |                   | Double Trouble       | 10 mei 2004   |
| 12                   | 38                 |                   | Cupcake Catchers     | 12 mei 2004   |
| 13                   | 39                 |                   | Boisterous Bike      | 17 mei 2004   |

### Seizoen 4 (2004)
| Aflevering (seizoen) | Aflevering (serie) | Nederlandse titel | Originele titel             | Uitzenddatum      |
| -------------------- | ------------------ | ----------------- | --------------------------- | ----------------- |
| 1                    | 40                 |                   | Share and Share Alike       | 6 september 2004  |
| 2                    | 41                 |                   | Hide and See Saw            | 13 september 2004 |
| 3                    | 42                 |                   | The Sea Sneezes             | 20 september 2004 |
| 4                    | 43                 |                   | The Great Race              | 27 september 2004 |
| 5                    | 44                 |                   | Splish Splash Bus           | 4 oktober 2004    |
| 6                    | 45                 |                   | Jollop in the Driving Seat  | 11 oktober 2004   |
| 7                    | 46                 |                   | Night of the Sherbert Stars | 18 oktober 2004   |
| 8                    | 47                 |                   | Big Rig's Big Mess          | 25 oktober 2004   |
| 9                    | 48                 |                   | The Big Kite Flight         | 1 november 2004   |
| 10                   | 49                 |                   | The Night Flight            | 8 november 2004   |
| 11                   | 50                 |                   | Lost Horizon                | 15 november 2004  |
| 12                   | 51                 |                   | Dan Day                     | 22 november 2004  |
| 13                   | 52                 |                   | Snow Daze                   | 29 november 2004  |

## Trivia
- De titelsong werd gezongen door Rowin Schumm